# Скорост на плавателен съд
Скорост на плавателен съд – една от най-важните експлоатационни характеристики на плавателния съд, изразяваща разстоянието изминавано от съда за единица време. Скоростта на кораба се измерва с възли (т.е. морски мили за час), кабелти в минута, километри в час и т.н. Различават се няколко вида скорости на плавателния съд:
- Скорост на изпитанията – достига се на мерната линия при изпитанията на съда след постряването, при приемането му от строителя.
- Спецификационна скорост – гарантирана според договорната спецификация за водоизместващ съд с пълен товар при определени метеоусловия.
- Експлоатационна скорост – достигана в експлоатационен режим на силовата установка при средни навигационни условия.
- Пътна скорост – изчислява се за всеки отделен преход чрез разделянето на разстоянието между пункта на тръгване и крайната точка на плаването и времето, прекарано в път.
- Техническа скорост – скорост, която съда е способен да поддържа дълго време при установен режим на работа на машините, определени хидрометеоусловия и чист (не обрасъл с раковидни и т.н.) корпус.
- Минимална скорост – пределна скорост, при която съда е способен да бъде управляван с при помощта на руля.
- Икономична скорост – скорост, осигуряваща минимална стойност на тон-километър при превоз на товари.

За глисиращите съдове и съдовете на подводни криле са допълнителните скорости:
- Скорост на започване на глисирането – минималната скорост, при която съда с нормална водоизместимост, в средни навигационни условия, преминава в режим на глисиране.
- Скорост на отделяне на корпуса – минималната скорост, при която корпуса на съда на подводни криле с нормална водоизместимост, в средни навигационни условия, напълно се откъсва от водата и теглото на съда се поддържа само от подемната сила на подводните криле.